# Schmalblättriges Greiskraut
Das Schmalblättrige Greiskraut (Senecio inaequidens) ist eine Pflanzenart aus der Gattung der Greiskräuter (Senecio) in der Familie der Korbblütler (Asteraceae). Seine ursprüngliche Heimat liegt in Südafrika und Lesotho. Nach seiner Herkunft wird es auch Südafrikanisches Greiskraut oder Südafrikanisches Kreuzkraut genannt.  In vielen Teilen der Welt ist es eine invasive Pflanze. In Mitteleuropa gehört sie heute zu den häufigsten Greiskraut-Arten.

## Merkmale

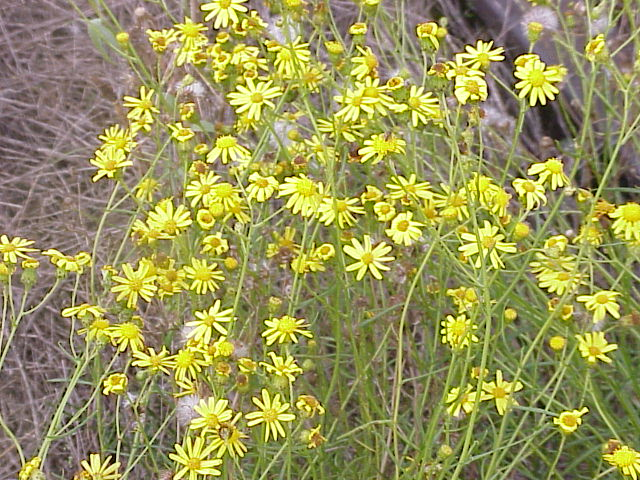
Schmalblättriges Greiskraut (Senecio inaequidens)

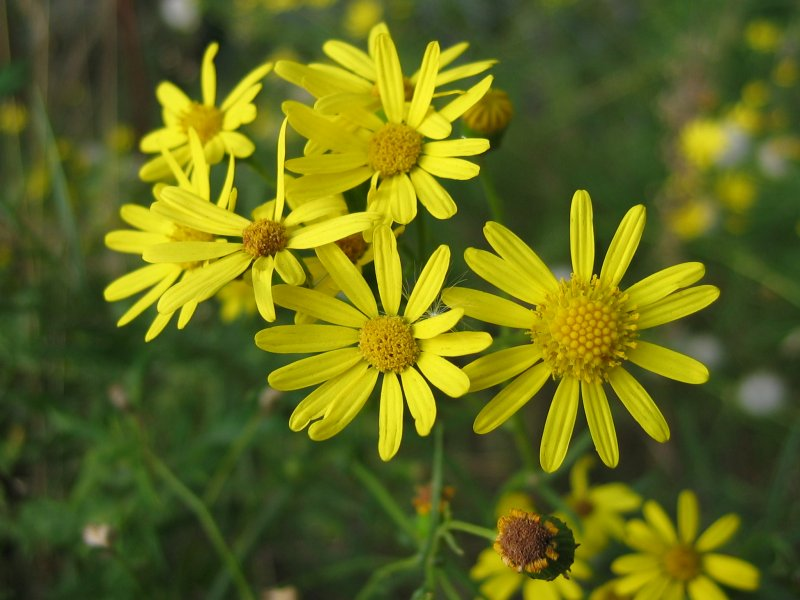
Schmalblättriges Greiskraut, Blüte

Das Schmalblättrige Greiskraut wächst als kurzlebige, ausdauernde krautige Pflanze. Insgesamt erreichen die Pflanzen Wuchshöhen von 30 bis 60 cm. Es enthält in allen Pflanzenteilen giftige Pyrrolizidinalkaloide. 
Das charakteristischste Merkmal ist, wie auch der deutsche Trivialname schon andeutet, die Form der Laubblätter: Sie sind linealisch bis schmal lanzettlich, nur 1 bis 5 mm breit und um die 6 cm lang. Vom Grunde an sind sie fein und scharf gezähnt, wobei allerdings der Blattrand manchmal etwas umgerollt sein kann, so dass die Blätter auf den ersten Blick ganzrandig aussehen. Am Grunde umfassen die Blätter den Stängel halb mit einem kleinen Öhrchen.
Die Blütezeit beginnt im Frühsommer (etwa Juni) und endet erst mit dem Wintereinbruch (etwa Ende November). Der Gesamtblütenstand ist eher locker und stark verzweigt. Die Blütenkörbchen haben einen Durchmesser von 2 bis 2,5 cm. Eine Außenhülle, d. h. eine zweite Reihe von Hüllblättern um das Blütenkörbchen ist vorhanden. In jedem Körbchen sitzen meist zehn bis dreizehn gelbe Zungenblüten. Die Früchte (Nüsschen) sind mit einem Pappus versehen, und der Samen wird durch den Wind verbreitet.
Die Chromosomenzahl ist 2n = 20 oder 40.

## Vorkommen
Die ursprüngliche Heimat des Schmalblättrigen Greiskrautes liegt in der Capensis.
Es wurde bereits im 19. Jahrhundert als Wolladventivpflanze eingeschleppt. Lange Zeit war es adventiv, oft nur mit wenigen Exemplaren an den Orten seiner Einschleppung (meist Häfen) verbreitet und unbeständig. Seit den 1970er-Jahren jedoch eroberte es von Nordwesten her in kurzer Zeit große Teile Mitteleuropas. Heute ist die Art ein Neophyt in Süd-, Mittel- und Nordeuropa. In der Schweiz wurde es aufgrund seines Ausbreitungspotenzials und der Schäden in den Bereichen Biodiversität, Gesundheit bzw. Ökonomie in die Schwarze Liste der invasiven Neophyten der Schweiz aufgenommen und der Freisetzungsverordnung unterstellt.
Oft bildet der Neophyt insbesondere entlang von Fernstraßen (Autobahnen) und Eisenbahnlinien auffällige, gelbblühende Massenbestände. Weiterhin wächst sie auf trockenen Ruderalstellen, z. B. auf Baustellen, an (Güter-)Bahnhöfen, an Wegrändern, in Industriegebieten usw., wandert aber auch in natürliche Trockenrasen oder Felspaltenfluren ein (beispielsweise am Mittelrhein). Die kurzlebige ausdauernde krautige Pflanze gedeiht soziologisch vornehmlich in annuellen (einjährigen) Ruderal- oder Raukenfluren (Sisymbrietalia), in biennen (zweijährigen) Ruderalfluren (Onopordetalia), in Ruderalen Queckenrasen (Agropyretea intermedii-repentis) und in Sandtrockenrasen (Sedo-Scleranthetea).
Die ökologischen Zeigerwerte nach Landolt & al. 2010 sind in der Schweiz: Feuchtezahl F = 2w+ (mäßig trocken aber stark wechselnd), Lichtzahl L = 4 (hell), Reaktionszahl R = 3 (schwach sauer bis neutral), Temperaturzahl T = 4+ (warm-kollin), Nährstoffzahl N = 3 (mäßig nährstoffarm bis mäßig nährstoffreich), Kontinentalitätszahl K = 2 (subozeanisch).

## Problematik
Das Schmalblättrige Greiskraut gilt als der Neophyt mit der schnellsten Ausbreitungsdynamik in Mitteleuropa in den letzten Jahrzehnten. Wegen der rasanten Ausbreitung, der Unempfindlichkeit gegen Schädlinge, Krankheiten, Mahd und Herbizide besteht die Gefahr des Verdrängens der jeweils heimischen Flora.
Darüber hinaus stellt seine Giftigkeit ein Problem für die Landwirtschaft dar. Wie das Jakobs-Greiskraut kann das Schmalblättrige Greiskraut tödliche Vergiftungen bei Weidetieren, insbesondere Pferden und Rindern verursachen. Bienen können giftige Pollen eintragen und das Volk zum Absterben bringen. Pyrrolizidin-Alkaloide sind im Honig nachweisbar und bedeuten auch für den Menschen ein gewisses gesundheitliches Risiko. Honige deutschen Ursprungs sind jedoch weniger belastet als Import-Honige. Wegen dieser Problemlage steht das Schmalblättrige Greiskraut in der Schweiz auf der Liste der invasiven Neophyten, die nachweislich Schäden verursachen. Für die Schweiz besteht ein Freisetzungsverbot. Die Bekämpfung ist schwierig und aufwändig.

## Weiterführende Literatur
- Ullrich Asmus: Das Eindringen von Neophyten in anthropogen geschaffene Standorte und ihre Vergesellschaftung am Beispiel von Senecio inaequidens DC. In: Flora. Band 180, Nr. 1–2, 1988, S. 133–138.
- Hans Jürgen Böhmer: Das Schmalblättrige Greiskraut (Senecio inaequidens DC. 1837) in Deutschland – eine aktuelle Bestandsaufnahme. In: Floristische Rundbriefe. Band 25, 2002, S. 47–54, Bochum.
- Reinhard Bornkamm: Ursachen und Grenzen der Ausbreitung von Senecio inaequidens DC. in Mitteleuropa – dargestellt am Beispiel von Berlin/Brandenburg. In: Verhandlungen des Botanischen Vereins von Berlin und Brandenburg. Band 136, 2006, S. 9–26, Berlin.
- Tina Heger, Hans-Jürgen Böhmer: The invasion of Central Europe by Senecio inaequidens DC.: a complex biogeographical problem. In: Erdkunde. Band 59, Nr. 1, 2005, S. 34–49, DOI: 10.3112/erdkunde.2005.01.03.
- Ute Lange: Das Schmalblättrige Greiskraut – Ein Neophyt erreicht die Stadt Fulda In: Buchenblätter – Beilage der Fuldaer Zeitung für Heimatfreunde, Nummer 20 vom 17. Oktober 2012 S. 80.